# Grążel

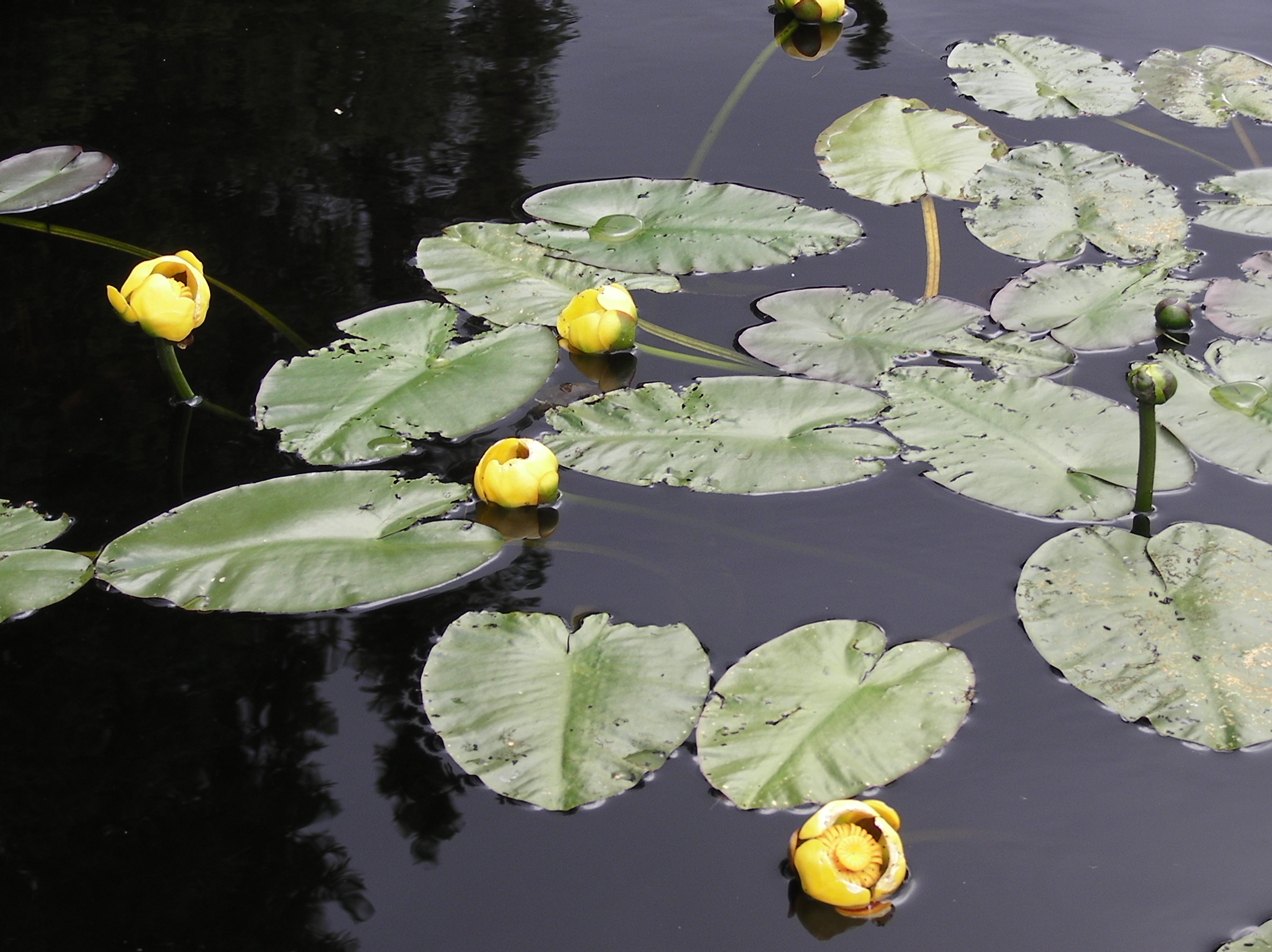
Nuphar variegata

Grążel (Nuphar Sm.) – rodzaj roślin należący do rodziny grzybieniowatych. Obejmuje w zależności od ujęcia od 9 do 13 gatunków. Rośliny te występują na półkuli północnej w strefie umiarkowanej i podzwrotnikowej. Rodzaj najbardziej zróżnicowany jest w Ameryce Północnej, mniej w Azji i Europie. W tej ostatniej rosną dwa gatunki i oba występują także w Polsce – grążel żółty i drobny. 
Grążel żółty, rzadziej inne gatunki, uprawiany bywa jako roślina ozdobna. Kłącza Nuphar advena były spożywane i wykorzystywane jako lecznicze. Klamatowie ucierali nasiona Nuphar polysepala na mąkę.

## Morfologia
PokrójRośliny wodne (hydrofity). Rozgałęzione kłącza płożą się na dnie.
LiścieDimorficzne. Liście o blaszkach pływających na powierzchni wody lub wznoszących się nad nią mają długie szypułki. Blaszka jest skórzasta, eliptyczna do owalnej, całobrzega, u nasady sercowata. Żyłki nerwacji drugiego rzędu widlasto rozchodzą się przy brzegu liścia. Liście podwodne o blaszce papierzastej i krótkich ogonkach, o kształcie owalnym do równowąskiego.
KwiatyOtwierają się tylko za dnia, pływają na powierzchni wody lub są nieco wzniesione nad wodę. Pąki kuliste. Podczas kwitnienia listki okwiatu nie rozpostarte, lecz prosto ku górze wzniesione. Działki kielicha okazałe, w liczbie 5–9 (rzadko do 12). Od zewnątrz zielonkawe, zielonożółte i żółte, w stanie dojrzałym czasem czerwono nabiegłe. Płatki korony liczne, żółte, znacznie mniejsze od działek, wyrastające spiralnie i podobne do pręcików. Pręciki żółte lub czerwono nabiegłe, o nitkach taśmowatych, podobnej długości do działek kielicha. Zalążnia kulista lub owalna, zrośnięta z wielu owocolistków, na szczycie ze spłaszczonym i siedzącym znamieniem.
OwoceJajowate, pływające na powierzchni wody aż do dojrzenia. Zawierają gładkie, jajowate nasiona o długości do 6 mm.

## Systematyka
Klad bazalny w obrębie rodziny grzybieniowatych wyodrębniany w osobną monotypową podrodzinę Nupharoideae Ito. Najbliższej spokrewniony w gradzie ewolucyjnym grzybieniowatych jest rodzaj barklaja (Barclaya). Klasyfikacja taksonów w obrębie rodzaju jest bardzo kłopotliwa z powodu dużej zmienności morfologicznej przedstawicieli, łatwości hybrydyzacji i posiadania tej samej liczby chromosomów. Z analiz morfologicznych i genetycznych wynika, że w obrębie rodzaju dwie linie rozwojowe obejmują odrębnie gatunki ze Starego i Nowego Świata. Spośród gatunków północnoamerykańskich najbliżej spokrewnionym z grążelami eurazjatyckimi jest N. microphylla.
Pozycja według Angiosperm Phylogeny Website (aktualizowany system APG IV z 2016)
Klad bazalny w obrębie rodziny grzybieniowatych. Rodzina grzybieniowate należy do rzędu grzybieniowców (Nymphaeales Dumort.), stanowiącej drugie w kolejności po amborellowatych odgałęzienie w historii rozwoju okrytonasiennych.
Wykaz gatunków
- Nuphar advena (Aiton) W.T.Aiton
- Nuphar × fluminalis Shiga & Kadono
- Nuphar japonica DC.
- Nuphar lutea (L.) Sm. – grążel żółty
- Nuphar microphylla (Pers.) Fernald
- Nuphar orbiculata (Small) Standl.
- Nuphar polysepala Engelm.
- Nuphar pumila (Timm) DC. – grążel drobny
- Nuphar × rubrodisca Morong
- Nuphar sagittifolia (Walter) Pursh
- Nuphar × saijoensis (Shimoda) Padgett & Shimoda
- Nuphar saikokuensis Shiga & Kadono
- Nuphar × spenneriana Gaudin
- Nuphar subintegerrima (Casp.) Makino
- Nuphar submersa Shiga & Kadono
- Nuphar ulvacea (G.S.Mill. & Standl.) Standl.
- Nuphar variegata Engelm. ex Durand